# Citeware
Citeware es una licencia de software que restringe una licencia común (como GPL) proveyendo al usuario final los derechos de uso de un programa particular para cualquier propósito siempre y cuando se cite a una publicación científica como autora del software.
- Datos: Q5784247